# Leandro Quiroz
Leandro Fabián Franco Quiroz (San José del Rincón, 16 gennaio 2004) è un calciatore argentino, difensore del Godoy Cruz.

## Caratteristiche tecniche
È un difensore centrale.

## Carriera

### Club
Cresciuto nel settore giovanile del Colón (SF), nel marzo del 2022 ha subito la rottura del legamento crociato del ginocchio destro e a pochi mesi dal rientro, nel maggio del 2023, ha avuto una ricaduta costringendolo di fatto a saltare due stagioni consecutive.
Il 26 gennaio 2024 è stato acquistato a titolo definitivo dall'Almirante Brown ed il 3 marzo ha fatto il suo esordio nel calcio professionistico giocando da titolare la partita di seconda divisione argentina pareggiata 0-0 contro l'Aldosivi; il 14 ottobre dello stesso anno ha segnato il suo primo gol, contro l'Atlético Rafaela.
Il 3 gennaio 2025 è stato acquistato a titolo definitivo dal Godoy Cruz e tre settimane dopo ha esordito in prima divisione nell'incontro perso 3-0 contro il Rosario Central. Sempre con il Godoy Cruz ha anche esordito nelle competizioni CONMEBOL per club, prendendo parte alla Coppa Sudamericana 2025.

### Nazionale
Ha giocato con la nazionale argentina Under-16.

## Statistiche

### Presenze e reti nei club
Statistiche aggiornate al 7 agosto 2025.
| Stagione        | Squadra         | Campionato      | Campionato | Campionato | Coppe nazionali | Coppe nazionali | Coppe nazionali | Coppe continentali | Coppe continentali | Coppe continentali | Altre coppe | Altre coppe | Altre coppe | Totale | Totale | Totale |
| Stagione        | Squadra         | Comp            | Pres       | Reti       | Comp            | Pres            | Reti            | Comp               | Pres               | Reti               | Comp        | Pres        | Reti        | Pres   | Reti   |        |
| --------------- | --------------- | --------------- | ---------- | ---------- | --------------- | --------------- | --------------- | ------------------ | ------------------ | ------------------ | ----------- | ----------- | ----------- | ------ | ------ | ------ |
| 2024            | Almirante Brown | PBN             | 32         | 1          | CA              | 2               | 0               | -                  | -                  | -                  | -           | -           | -           | 34     | 1      |        |
| 2025            | Godoy Cruz      | PD              | 4          | 0          | CA              | 0               | 0               | CS                 | 3                  | 0                  | -           | -           | -           | 7      | 0      |        |
| Totale carriera | Totale carriera | Totale carriera | 36         | 1          |                 | 2               | 0               |                    | 3                  | 0                  |             | -           | -           | 41     | 1      |        |